# Merino
Ovce merino pasme ali merinovke so ena najbolj znanih in razširjenih pasem ovac. Izvirajo iz Španije, redi pa se jih zlasti zaradi volne.

## Izvor
Prve črede merinovk so se v Španiji pojavile v 12. stoletju. Predvideva se, da so jih pripeljali Marinidi (od tod ime), arabsko-berberska dinastija, ki je vladala v Maroku in južni Španiji v letih 1215−1465. Alternativni izvor imena naj bi bil preko uradnika, zadolženega za merinidad, posestvo v srednjeveški Španiji. Pasma se je razvijala le v Španiji, saj je bil izvoz ovac do 18. stoletja prepovedan. Danes je po ovcah merino najbolj znana Avstralija. 

## Značilnosti
Živali so nekoliko manjše kot ovce mesnih pasem. Njihova dlaka je gosta in mehka, vlakna imajo praviloma premer manj kot 24 µm, ultra fina vlakna 11,5 - 15 µm. Pasma je primerna predvsem za bolj suha področja, saj v bolj vlažnih razmerah volna začne gniti. Zaradi tega poskusi merinoizacije, torej križanja, slovenskih pasem niso bili uspešni.

## Tipi
Znanih je več različnih tipov pasme, npr. rambouillet (francoski tip, ki se goji tudi za meso), delaine (ameriški tip, predvsem jugozahodni del države), booroola in peppin (avstralska tipa).

### Booroola
Booroola izvira iz istoimenske farme, njena značilnost je visoka rodnost. Vzrok je gen FecB, ki vpliva na stopnjo ovulacije in se nahaja na kromosomu 6 (regija 4q22-24). FecB+ je oznaka za divji tip alela, FecBF pa za dominantni mutiran alel, ki poveča rodnost. Homozigotna ovca (+/+), ima na cikel 0-2 ovuliranih jajčec. Heterozigot, nosilec ene kopije booroola alela (F/+), ima na cikel 3-4 ovuliranih jajčec. Homozigot F/F pa ima lahko do 5 ovuliranih jajčec na cikel, pri porodu je skoraj nujna prisotnost veterinarja. Gen FecB kodira kostni morfogenetski proteinski receptor (BMPR1B). Pri spolno zrelih ovcah se učinek mutacije kaže na jajčnikih. Folikli pri takih ovcah so manjši kot običajno, a jih je več.